# История на европейското изкуство
Европейското изкуство (също Западно изкуство) обхваща историята на изобразителното изкуство в Европа. Европейското праисторическо изкуство започва като гола скала и пещерна живопис и е характерна за периода между палеолита и желязната епоха.
Писмените данни за наличие на европейско изкуство започват с изкуството на Древния Близък изток и древните егейски цивилизации, датиращи от 3-то хилядолетие пр. Хр. Паралелно с тези значителни култури, изкуството е съществувало под една или друга форма в цяла Европа, където народите са оставяли писмени знаци под формата на дърворезба, украсени артефакти и върху огромни камъни. Все пак последователен модел на художествено развитие в Европа настъпва, когато Древна Гърция, възприема, трансформирана и пренася изкуството на Древен Рим в голяма част от Европа, Северна Африка и Близкия изток.
Влиянието на изкуството на Атичността, натрупано и изчезнало през следващите две хиляди години е занемарено през Средновековието, за да се появи и изиграе своята роля през Ренесанса. Но тогава не е използвано и някои ранни историци на изкуството обясняват като „разпадане“ през бароковия период. Античното изкуство се появява в по-фина форма през неокалициализма и процъфтява в постмодернизма.
Преди 1800 г. европейското изкуство оказало огромно влияние върху християнската църква, чиито архитектурни, художествени и скулптурни творби били основен източник на работа за художниците. Историята на Католическата църква оказала силно влияние върху историята на изкуството през този период. Тогава у хората се събудил интерес към приказните герои и героини, приказки за митологични богове и богини, към големи войни и странни същества, които нямали нищо общо с религията.
Секуларизмът е повлиял на европейското изкуство през Античността, докато повечето изкуства от последните 200 години не се уповавали на религия и нямали идеология. От друга страна, в миналото европейското изкуство често било повлияно от една или друга държавна политика на власт имащия, но и от художника.
Европейското изкуство е подредено в ред от стилистични периоди, които исторически се припокриват, тъй като различните стилове процъфтяват в различни области. В общи линии периодите са Античност, Византийски, Средновековие, Готика, Ренесанс, Барок, Рококо, Неокласицизъм, Модернизъм, Постмодернизъм .